# Позориште опере и балета Белорусије
Позориште опере и балета Белорусије (блр. Нацыянальны акадэмічны Вялікі тэатр оперы і балета) налази се у парку, у Минску. Отворен је 15. маја 1933. године, али прво није био у згради белоруског драмског позоришта до 1938. године.
Прво стално позориште основано је у Белорусији 1933. године, на основу белоруске школе опере и балета, чији је организатор познати руски оперски певач Антон Боначич. Био је први директор новог позоришта, aли на овом положају остао је врло кратко, умирући 1933. године.
Садашња зграда позоришта отворена је 1939. године. Дизајнирао га је белоруски архитекта из Лењинграда, Иосиф Лангбард, чији је дизајн само делимично урађен, неки детаљи су изостављени што доводи до финансијских и других проблема; позориште има вајарске рељефе које је дизајнирао Заир Азгур.

## Историја
Прво стално позориште основано је у Белорусији 1933. године, на основу белоруске школе опере и балета, чији је организатор познати руски оперски певач Антон Боначич. Био је први директор новог позоришта, aли на овом положају остао је врло кратко, умирући 1933. године.
Бизетова Кармен отворила је позориште 25. маја 1933. године. Лабудово језеро, у режији Карлa Милерa, била је прва представа на позорници новог позоришта. До 1940. године Гранд је додат у име позоришта како би указао на његово ширење. Представе током Декаде белоруске уметности у Москви, у јуну 1940. године, постигле су велики успех који су обухватали први белоруски балет, Славуј којег је компоновао Мајкл Крошнер, као и друге народне опере, попут У густој шуми, Цвет среће и други. Представе су ce приказивале током рата у Нижњем Новгороду, тада познатом као Горки до ослобађања Минска 1944. године; након тога наступи су били у Коврову.
Обогаћивање репертоара и ширење после Другог светског рата
За то време репертоар је увелико обогаћен. Најпознатије опере у овом позоришту укључују Борисa Годуновa у улози Модестa Мусоргског, Отело и Дон Карлос Ђузепеja Вердија, Хофманове приче Жакa Офенбахa, Садка и Златног петелинa Николаја Римски-Корсакова, Лоенгринa Рихардa Вагнерa. Укључене су и социјалистичке реалистичке опере белоруских композитора, попут Јурија Семењакоа, Јевгенија Глебова (Твоје пролеће, 1963) и Хајнриха Вагнера.
,,Међу најистакнутијим композиторима био је Куликович Шчеглов, који је попут неких писаца после рата отишао у егзил. Други су Јевгениј Глебов, композитор опере Твоје пролеће (1963) и балета Алпска балада (1967)". Позориште је 1967. године добило звање Академског статуса због напредовања сценскe уметности.
Године 1996. државно позориште подељено је у два независна позоришта: Народно академско велико балетско позориште Републике Белорусије и Народно академско оперно позориште Белорусије, али су се 2008. поново удружили и постали  данашњe Народна академска велика опера и Балетно позориште Републике Белорусије.
Зграда је реновирана и поново је отворена 2009. године. Много је скулптура додато око позоришта, његова позорница је мало смањена, а гледалиште проширено. Најсавременија опрема за осветљење је додата, придржавајући се оригиналног дизајна. Балетно позориште важи за једнo од водећих компанија на свету.

## Позориште данас
Позоришни глумци много путују, а добродошли су у многe земљe широм света. У Шпанији, Русији, Немачкој, Пољској, Швајцарској, Израелу, Португалији, Кини љубитељи опере добро су упознати са репертоаром овог белоруског позоришта. Његово учешће на познатом годишњем немачком фестивалу познатом као Classic Open Air већ је постало традиција.